# Lagoinha do Piauí
Lagoinha do Piauí é um município brasileiro do estado do Piauí.

## Geografia
Localiza-se a uma latitude 05º49'52" sul e a uma longitude 42º37'24" oeste, estando a uma altitude de 240 metros. Sua população estimada em 2004 era de 2.282 habitantes.